# Quebracho

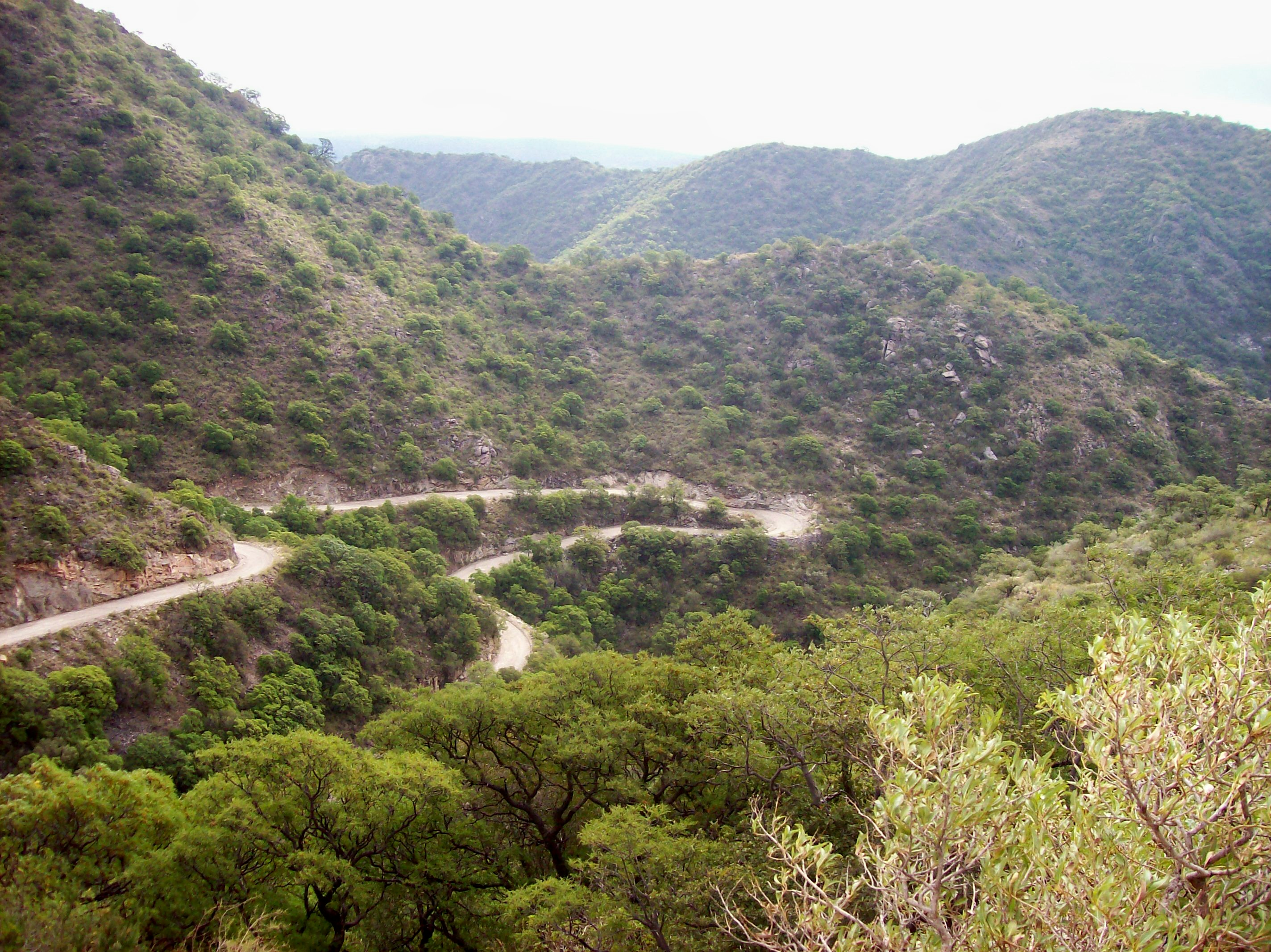
Un bois de quebrachos colorados dans la province de Córdoba en Argentine

Quebracho est l'un des noms communs, en espagnol du Rio de la Plata, d'au moins trois espèces similaires d'arbres originaires du Gran Chaco, en Amérique latine :
- Schinopsis quebracho-colorado (quebracho colorado santiagueño), de la famille des Anacardiaceae ;
- Schinopsis balansae (quebracho colorado chaqueño), de la même famille, appelé aussi « quebracho rouge » ;
- Aspidosperma quebracho-blanco (quebracho blanc), de la famille des Apocynaceae.

Ces trois espèces sont riches en tanin et fournissent un bois très dur, particulièrement résistant. Leur nom provient de l'espagnol quiebrahacha, qui signifie brise-hache.